# Valeri Dosenko
Valeri Andréyevich Dosenko –en ruso, Валерий Андреевич Досенко– (Jersón, URSS, 25 de abril de 1965) es un deportista soviético que compitió en remo.
Ganó cuatro medallas de oro en el Campeonato Mundial de Remo entre los años 1986 y 1991.
Participó en los Juegos Olímpicos de Barcelona 1992, ocupando el séptimo lugar en la prueba de cuatro scull.

## Palmarés internacional
| Campeonato Mundial | Campeonato Mundial       | Campeonato Mundial | Campeonato Mundial |
| Año                | Lugar                    | Medalla            | Prueba             |
| ------------------ | ------------------------ | ------------------ | ------------------ |
| 1986               | Nottingham (Reino Unido) | Medalla de oro     | Cuatro scull       |
| 1987               | Copenhague (Dinamarca)   | Medalla de oro     | Cuatro scull       |
| 1990               | Tasmania (Australia)     | Medalla de oro     | Cuatro scull       |
| 1991               | Viena (Austria)          | Medalla de oro     | Cuatro scull       |